# Kirby Krackle

Exemplo da técnica artística na capa de Fantastic Four #72. Arte de Jack Kirby e Joe Sinnott.

Kirby Krackle (também conhecido como Kirby Dots, em português: Pontos de Kirby) é uma convenção artística usada em histórias em quadrinhos(pt-BR) ou banda desenhada(pt-PT?) e ilustrações similares de super-heróis e ficção científica, em que um campo de imagens pretas, pseudo-fractais, é utilizado para representar o espaço negativo em torno de tipos de energia não especificados.
Kirby Krackles normalmente são usados nas ilustrações de explosões, fumaça, explosões de armas de raio, energia "cósmica", e fenômenos do espaço sideral. O recurso estético inspirou os efeitos visuais no filme Thor: Ragnarok.

## História
O efeito leva o sobrenome de Jack Kirby, o influente artista de quadrinhos que criou este artifício estilístico. Enquanto o Kirby Krackle em sua forma madura apareceu pela primeira vez em seu trabalho durante o período de 1965-1966 (em Quarteto Fantástico e Thor), o historiador de banda desenhada Harry Mendryk (do Jack Kirby Museum & Research Center) traçou que a versão mais antiga da estilística foi por volta de 1940, no trabalho de Jack Kirby e Joe Simon Blue Bolt #5. Como Simon foi o arte-finalista daquela revista, ele pode ter sido parcialmente responsável pela aparência do proto-Kirby Krackle. Exemplos de uma forma de transição do Kirby Krackle aparecem em duas histórias da década de 1950: The Man Who Collected Planets, de 1957 (lápis e arte-final por Kirby) e The Negative Man de 1959 (arte-final atribuída a Marvin Stein).

## Análise
O professor de filosofia e autor Jeffrey J. Kripal escreveu:
Para Kirby, o corpo humano é uma manifestação ou cristalização da de energias definitivamente inexplicáveis - um super-corpo. [...] O que Mesmer chamou de magnetismo animal, Reichenbach conhecia como o od azul, e Reich viu como um orgone cósmico azul radiante, se torna em Jack Kirby uma marca registrada energética sinalizada por "linhas de explosão" e um campo de energia único de pontos negros e borrões que passou a ser carinhosamente conhecido como "Kirby Krackle" [...]. O resultado final foi uma visão do ser humano como um corpo de energia congelada que, como uma bomba atômica, poderia ser liberada com efeitos deslumbrantes, para o bem ou para o mal. Essas energias metafísicas, eu quero sugerir, constituem a fonte secreta da arte de Kirby.